# Mistrovství Evropy ve vodním pólu 2006

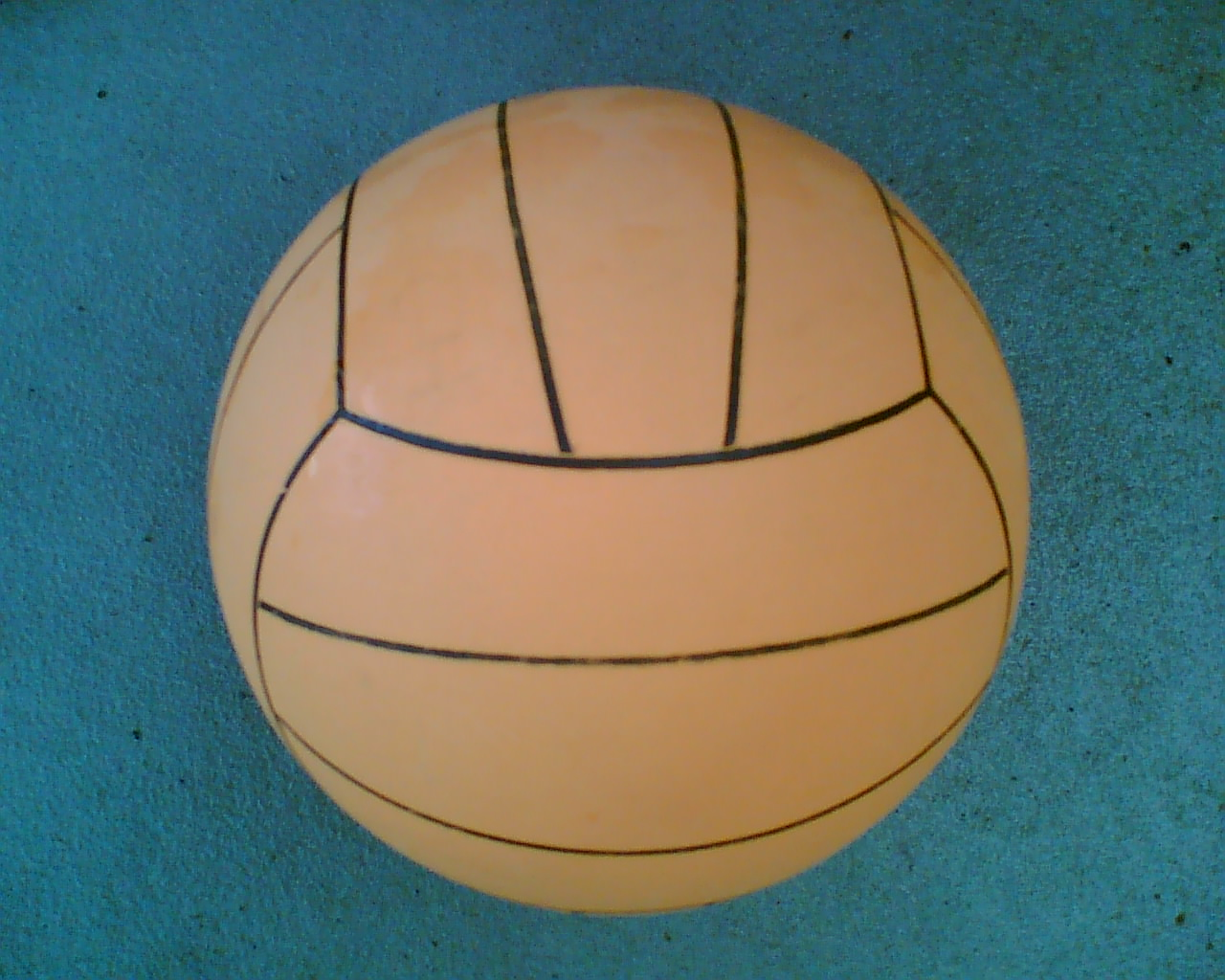
Vybavení pro vodní pólo

Mistrovství Evropy ve vodním pólu za rok 2006 proběhlo v Bělehradě, Srbsko ve dnech 1. až 10. září 2006.

## Česká stopa
Mužská a ženská reprezentace se na letošní mistrovství Evropy nekvalifikovala. 

## Medailisté
| Muži | Zlato | Stříbro | Bronz |
| ---- | --- | --- | --- |
| Tým  | Srbsko (SRB) (Denis Šefik, Petar Trbojević, Živko Gocić, Vanja Udovičić, Dejan Savić, Danilo Ikodinović, Slobodan Nikić, Filip Filipović, Aleksandar Ćirić, Aleksandar Šapić, Vlada Vujasinović, Branko Peković, Slobodan Soro, Duško Pijetlović, Andrija Prlainović)                                                                  | Maďarsko (HUN) (Zoltán Szécsi, Dániel Varga, Norbert Madaras, Ádám Steinmetz, Tamás Kásás, Márton Szivós, Gergő Kiss, Norbert Hosnyánszky, Rajmund Fodor, Dénes Varga, Gábor Kis, Tamás Molnár, Péter Biros, Miklós Gór-Nagy, Gábor Jászberényi)                                                                     | Španělsko (ESP) (Iñaki Aguilar, Mario José García, David Martín, Kiko Perrone, Guillermo Molina, Sergi Mora, Óscar Rey, José Antonio Rodríguez, Xavi Vallès, Felipe Perrone, Iván Pérez, Xavier García, Ángel Luis Andreo, Marc Minguell, Blai Mallarach)                                                |
| Ženy | Zlato | Stříbro | Bronz |
| Tým  | Rusko (RUS) (Jevgenija Procenková, Natalija Šepelinová, Julija Gauflerová, Sofija Konuchová, Aljona Vylegžaninová, Naděžda Glyzinová, Jekatěrina Panťulinová, Jekatěrina Tankejevová, Natalija Ryžovová, Olga Beljajevová, Jelena Smurovová, Anastasija Zubkovová, Alexandra Vorobjovová, Jekatěrina Kuzněcovová, Jevgenija Ivanovová) | Itálie (ITA) (Elena Gigliová, Martina Miceliová, Francesca Pavanová, Silvia Bosurgiová, Erzsébet Valkayová, Emanuela Zanchiová, Tania Di Mariová, Cinzia Ragusaová, Allegra Lapiová, Federica Roccová, Maddalena Musumeciová, Teresa Frassinettiová, Federica Radicchiová, Arianna Garibottiová, Chiara Brancatiová) | Maďarsko (HUN) (Patrícia Horváthová, Eszter Tomaskovicsová, Barbara Bujkaová, Andrea Tóthová, Mercédesz Stieberová, Orsolya Takácsová, Rita Drávuczová, Krisztina Zantleitnerová, Fruzsina Bráviková, Anikó Pelleová, Ágnes Valkaiová, Ágnes Primászová, Tímea Benkőová, Andrea Tóthová, Anett Györeová) |

pozn. Dva hráči ze sestav byli nehrajícími náhradníky tj. náhradníci na tribuně, nebo necestujující náhradníci připraveni na telefonu dorazit v případě zranění.